# Per-Axel Branner
Per-Axel Helge Branner, ursprungligen Larsson, född 25 januari 1899 i Linköping, död 31 juli 1975 på Lidingö, var en svensk skådespelare, regissör, manusförfattare och teaterchef.

## Biografi
Branner genomgick Dramatens elevskola 1919–1921 och var därefter 1921–1924 anställd vid Dramaten, där han bland annat spelade Jacques i Som ni behagar och Max i Bröllopsdagar. Åren 1924–1926 var han anställd hos Albert Ranft och 1926–1927 hos Ernst Eklund. Åren 1927–1931 var han knuten till Blancheteatern där han väckte uppmärksamhet genom sitt energiska spel, bland annat som Benjamin i Påsk, John Freeman i Fanatiker, Jimmy Dugan i Mary Dugans process, Maurice Taubret i Den heliga lågan och Henning i Storken.
Han började som filmregissör 1930 och övertog Nya Teatern i Stockholm 1940, där han verkade som teaterchef och regissör fram till 1947, då han blev chef för Oscarsteatern.
Branner var även verksam inom det sociala och ekonomiska teaterarbetet på andra sätt, 1933 blev han ordförande i Svenska teaterförbundets sociala sektion, 1934-1943 var han förbundets ordförande. 1971 tilldelades han förbundets guldmedalj "för utomordentlig konstnärlig gärning".

### Författaren Branner
Utöver många filmmanus var Branner även verksam som författare och översättare. Som översättare publicerade han två verk: 1932 års översättning av Dolf Wyllardes En ofrivillig smekmånad och 1964 års översättning av Lope de Vegas Den kloka tokan.
Som författare publicerade Branner två romaner och en diktsamling. Debuten skedde med 1940 års Pojke i Sibirien, vilken senare även utkommit i nyutgåvor samt översatts till danska. Debuten följdes upp med 1944 års Vår lilla teater och 1948 års diktsamling Mellanakt.

## Familj
Branner var son till verkmästare Axel Henning Larsson och Edla Matilda Törnqvist. Han var från 1954 gift med Gunn Wållgren. Branner är begravd på Norra begravningsplatsen i Stockholm 

## Filmografi

### Filmmanus
- 1926 – Giftas
- 1932 – Hans livs match
- 1933 – Pettersson & Bendel
- 1934 – Falska Greta
- 1934 – Unga hjärtan
- 1935 – Ungdom av idag
- 1937 – Konflikt
- 1939 – Rosor varje kväll
- 1944 – På farliga vägar
- 1960 – Simon och Laura

### Klippning
- 1935 – Ungdom av idag

### Producent
- 1930 – Ulla, min Ulla
- 1931 – Markurells i Wadköping
- 1935 – Ungdom av idag

### Regi
- 1931 – Tango-foxtrot
- 1931 – Rumba
- 1931 – Fröken, Ni liknar Greta Garbo!
- 1932 – Under röda fanor
- 1932 – Hans livs match
- 1933 – Farmors revolution
- 1933 – Pettersson & Bendel
- 1934 – Unga hjärtan
- 1934 – Sången om den eldröda blomman
- 1935 – Ungdom av idag
- 1936 – Äventyret
- 1937 – Konflikt
- 1938 – På kryss med Albertina
- 1939 – Adolf i eld och lågor
- 1939 – Rosor varje kväll
- 1943 – Hon trodde det var han
- 1944 – På farliga vägar
- 1966 – Kvinnas man (TV-film)

### Regiassistent
- 1930 – Ulla, min Ulla
- 1930 – Fridas visor

### Roller
- 1953 – Peter Pan (röst)
- 1959 – Djurgårdsmässan

### Röstregi
- 1938 – Snövit och de sju dvärgarna
- 1940 – Pinocchio
- 1942 – Bambi
- 1950 – Pank och fågelfri
- 1950 – Askungen
- 1951 – Alice i Underlandet
- 1953 – Peter Pan

## Teater

### Roller (ej komplett)
| År   | Roll                       | Produktion                                                    | Regi                     | Teater                     |
| ---- | -------------------------- | ------------------------------------------------------------- | ------------------------ | -------------------------- |
| 1919 | Harold                     | En idealisk äkta man Oscar Wilde                              | Karl Hedberg             | Dramaten                   |
| 1920 | Gustou                     | Äventyret Gaston Arman de Caillavet och Robert de Flers       | Karl Hedberg             | Dramaten                   |
| 1920 | Ett bokhandlarbiträde      | Låt oss skiljas Victorien Sardou och Émile de Najac           | Karl Hedberg             | Dramaten                   |
| 1921 | Fält                       | Svenskt folk Ivar Thor Thunberg                               | Gustaf Linden            | Dramaten                   |
| 1921 | En gammal tjänare          | Elektra Hugo von Hofmannsthal                                 | Tor Hedberg              | Dramaten                   |
| 1922 | Kandidat Sture             | Erna Einar Fröberg                                            | Gustaf Linden            | Dramaten                   |
| 1922 | Sérignan                   | Äventyret Gaston Arman de Caillavet och Robert de Flers       | Karl Hedberg             | Dramaten                   |
| 1923 | John                       | Den beundrandsvärde Crichton J. M. Barrie                     | Karl Hedberg             | Dramaten                   |
| 1923 | Slang                      | Värdshuset Råbocken Oliver Goldsmith                          | Olof Molander            | Dramaten                   |
| 1925 | Victor                     | Herrn som kommer klockan 5 Maurice Hennequin och Pierre Veber | Knut Nyblom Albert Ranft | Svenska teatern, Stockholm |
| 1925 |                            | Alarmklockan Maurice Hennequin och Romain Coolus              | Gunnar Klintberg         | Vasateatern                |
| 1926 | Birger                     | Morfars hus Ejnar Smith                                       | Gunnar Klintberg         | Vasateatern                |
| 1927 | Martin                     | Livets gång Clemence Dane                                     | Harry Roeck-Hansen       | Blancheteatern             |
| 1928 | John                       | Fanatiker Miles Malleson                                      | Harry Roeck-Hansen       | Blancheteatern             |
| 1928 | Manne                      | Domprosten Bomander Mikael Lybeck                             | Harry Roeck-Hansen       | Blancheteatern             |
| 1928 | Bossi                      | Hertiginnan av Elba Rudolf Lothar och Oscar Winterstein       | Harry Roeck-Hansen       | Blancheteatern             |
| 1928 | Jimmy Dugan                | Mary Dugans process Bayard Veiller                            | Harry Roeck-Hansen       | Blancheteatern             |
| 1929 | Benjamin                   | Påsk August Strindberg                                        | Harry Roeck-Hansen       | Blancheteatern             |
| 1929 | Rims O'Neill               | Såna barn Maxwell Anderson                                    | Erik Berglund            | Blancheteatern             |
| 1929 | Tolken Victor              | Maya Simon Gantillon                                          | Harry Roeck-Hansen       | Blancheteatern             |
| 1929 | Hovmästaren                | Hotell Pompadour Walter Hackett                               | Harry Roeck-Hansen       | Blancheteatern             |
| 1929 | Geoffrey Allen             | Så förtjusande människor Michael Arlen                        | Einar Fröberg            | Blancheteatern             |
| 1929 | Kit                        | Skiljas Clemence Dane                                         | Harry Roeck-Hansen       | Blancheteatern             |
| 1929 | Ong Chi Seng, ett halvblod | Brevet W. Somerset Maugham                                    | Harry Roeck-Hansen       | Blancheteatern             |
| 1929 | Wrigley                    | Cocktails Leslie Howard                                       | Harry Roeck-Hansen       | Blancheteatern             |
| 1930 | Maurice Tabret             | Den heliga lågan W. Somerset Maugham                          | Harry Roeck-Hansen       | Blancheteatern             |
| 1930 | Henning Holk               | Storken Thit Jensen                                           | Harry Roeck Hansen       | Blancheteatern             |
| 1931 | Ivan                       | Trångt om saligheten Valentin Katajev                         | Harry Roeck-Hansen       | Blancheteatern             |
| 1931 | Robert Martigues           | Lidelser August Villeroy                                      | Sture Baude              | Blancheteatern             |
| 1940 | Elyot Chase                | Jag älskar dig - markatta (Private Lives) Noël Coward         | Gösta Cederlund          | Nya Teatern                |
| 1942 | Larry Regan                | Natten till den 17 januari (Night of January 16th) Ayn Rand   | Per-Axel Branner         | Nya Teatern                |
| 1949 | Philippe                   | Den lilla hyddan (La petite hutte) André Roussin              | Per-Axel Branner         | Nya Teatern                |
| 1951 | Hippolyte Barjus           | Strutsens ägg (Les Oeufs de l'autruche) André Roussin         | Per Gerhard              | Nya Teatern                |
| 1953 | Maxime                     | Hennes man (Son mari) Paul Géraldy och Robert Spitzer         | Palle Granditsky         | Nya Teatern                |

### Regi (ej komplett)
| År   | Produktion                                                                                         | Upphovsmän                                                                                      | Teater                     |
| ---- | -------------------------------------------------------------------------------------------------- | ----------------------------------------------------------------------------------------------- | -------------------------- |
| 1930 | En man till påseende On approval                                                                   | Frederick Lonsdale Översättning Gustaf Linden                                                   | Blancheteatern             |
| 1940 | Vår lilla stad Our Town                                                                            | Thornton Wilder                                                                                 | Dramaten                   |
| 1940 | Grå gryning Winterset                                                                              | Maxwell Anderson Översättning Einar Malm                                                        | Nya Teatern                |
| 1941 | Lek ej med kärleken On ne badine pas avec l'amour                                                  | Alfred de Musset Översättning Hjalmar Söderberg                                                 | Nya Teatern                |
| 1941 | Kamraterna                                                                                         | August Strindberg                                                                               | Nya Teatern                |
| 1941 | Ung kärlek Young Love                                                                              | Samson Raphaelson Översättning Ragnar af Geijerstam                                             | Nya Teatern                |
| 1941 | Revytidningen Taggen, revy                                                                         | Staffan Tjerneld                                                                                | Nya Teatern                |
| 1941 | Christina                                                                                          | August Strindberg                                                                               | Nya Teatern                |
| 1942 | Tran Oil                                                                                           | Eugene O'Neill Översättning Elsa af Trolle                                                      | Nya Teatern                |
| 1942 | Stycken av ett mönster Brudstykker af et mønster                                                   | Carl Erik Soya Översättning Helge Wahlgren                                                      | Nya Teatern                |
| 1942 | Natten till den 17 januari Night of January 16th                                                   | Ayn Rand Översättning Stig Torsslow                                                             | Nya Teatern                |
| 1942 | 24 röda rosor Due dozzine di rose scarlatte                                                        | Aldo de Benedetti Översättning Guido Valentin                                                   | Nya Teatern                |
| 1942 | Revytidningen Nya Taggen, revy                                                                     | Staffan Tjerneld                                                                                | Nya Teatern                |
| 1942 | Fröken Julie                                                                                       | August Strindberg                                                                               | Nya Teatern                |
| 1943 | Arabernas tält The Tents of the Arabs                                                              | Edward Dunsany Översättning Nils Bohman                                                         | Nya Teatern                |
| 1943 | Jag har rätt att älska La femme en fleur                                                           | Denys Amiel Översättning Eva Tisell                                                             | Nya Teatern                |
| 1943 | I evighet amen In Ewigkeit Amen                                                                    | Anton Wildgans                                                                                  | Nya Teatern                |
| 1943 | Sex i elden Out of the Frying Pan                                                                  | Francis Swann Översättning Eva Tisell                                                           | Nya Teatern                |
| 1943 | Om ett folk vill leva Hvis et folk vil leve                                                        | Axel Kielland Översättning Eva Tisell                                                           | Nya Teatern                |
| 1943 | Salome                                                                                             | Oscar Wilde Översättning Carl Björkman                                                          | Nya Teatern                |
| 1943 | Raid i natt Flare Path                                                                             | Terrence Rattigan Översättning Eva Tisell                                                       | Nya Teatern                |
| 1943 | Måsen Чайка, Tjajka                                                                                | Anton Tjechov Översättning Ellen Rydelius                                                       | Nya Teatern                |
| 1944 | Tredje taggen, revy                                                                                | Staffan Tjerneld                                                                                | Nya Teatern                |
| 1944 | Ja och nej Yes and No                                                                              | Kenneth Horne Översättning Rudolf Wendbladh                                                     | Nya Teatern                |
| 1944 | Min fru går igen Blithe Spirit                                                                     | Noël Coward Översättning Gunilla Skawonius                                                      | Nya Teatern                |
| 1945 | Angeläget ärende Errand for Bernice                                                                | Jacques Deval Översättning Eva Tisell                                                           | Nya Teatern                |
| 1945 | Kameliadamen La Dame aux camélias                                                                  | Alexandre Dumas d.y. Översättning Karin Jensen                                                  | Nya Teatern                |
| 1945 | Tobaksvägen Tobacco Road                                                                           | Jack Kirkland Översättning Elsa af Trolle                                                       | Nya Teatern                |
| 1945 | Taggens varuhusrevy                                                                                | Georg Eliasson och Gösta Rybrant                                                                | Nya Teatern                |
| 1945 | Nattlig ankomst Ankunft bei Nacht                                                                  | Hans Rothe Översättning Eva Tisell                                                              | Nya Teatern                |
| 1945 | Tre systrar Три сeстры, Tri sestry                                                                 | Anton Tjechov Översättning Jarl Hemmer                                                          | Nya Teatern                |
| 1946 | Svart kamrat Deep Are the Roots                                                                    | Arnaud d'Usseau och James Gow Översättning Olov Jonason                                         | Nya Teatern                |
| 1946 | Jag vill kärleken Eurydice                                                                         | Jean Anouilh Översättning C.G. Bjurström och Tuve-Ambjörn Nyström                               | Nya Teatern                |
| 1947 | Alltsedan paradiset Ever since paradise                                                            | J.B. Priestley Översättning Barbro Alving                                                       | Nya Teatern                |
| 1947 | Född igår Born Yesterday                                                                           | Garson Kanin Översättning Eva Tisell                                                            | Nya Teatern                |
| 1948 | Nina                                                                                               | André Roussin                                                                                   | Nya Teatern                |
| 1949 | Yerma                                                                                              | Federico García Lorca Översättning Hjalmar Gullberg och Karin Alin                              | Nya Teatern                |
| 1949 | Den lilla hyddan La petite hutte                                                                   | André Roussin Översättning Eva Tisell                                                           | Nya Teatern                |
| 1949 | Arvtagerskan The Heiress                                                                           | Ruth och Augustus Goetz Översättning Gustaf Agerberg                                            | Nya Teatern                |
| 1949 | Brittsommar September Tide                                                                         | Daphne du Maurier Översättning Eva Tisell                                                       | Nya Teatern                |
| 1950 | Nina                                                                                               | André Roussin Översättning Eva Tisell                                                           | Nya Teatern                |
| 1950 | Äktenskapsbrott Breach of Marriage                                                                 | Dan Sutherland Översättning Sten-Göran Camitz                                                   | Nya Teatern                |
| 1950 | Jagande efter vind Summer and Smoke                                                                | Tennessee Williams Översättning Bengt Hernlund                                                  | Nya Teatern                |
| 1950 | Boboll Bobosse                                                                                     | André Roussin                                                                                   | Nya Teatern                |
| 1951 | Clérambard                                                                                         | Marcel Aymé                                                                                     | Nya Teatern                |
| 1951 | Boboll Bobosse                                                                                     | André Roussin                                                                                   | Riksteatern                |
| 1951 | Så tuktas kärleken La repetition ou l'amour puni                                                   | Jean Anouilh Översättning C.G. Bjurström och Tuve Ambjörn Nyström                               | Nya Teatern                |
| 1952 | Gigi                                                                                               | Anita Loos Översättning Eva Tisell                                                              | Nya Teatern                |
| 1952 | Familjens vita får The White Sheep of the Family                                                   | L. du Garde Peach och Ian Hay Översättning Eva Tisell                                           | Nya Teatern Folkparksturné |
| 1952 | Man till salu The Bottom of the Pile                                                               | Ernest Vajda och Clement Scott Gilbert Översättning Sten-Göran Camitz                           | Nya Teatern                |
| 1953 | Flodlinjen The River Line                                                                          | Charles Morgan Översättning Sten-Göran Camitz                                                   | Nya Teatern                |
| 1953 | Kungliga sviten Royal Suite                                                                        | Ernest Vajda och Clement Scott Gilbert Översättning Sten-Göran Camitz och Per-Axel Branner      | Nya Teatern                |
| 1953 | Man till salu The Bottom of the Pile                                                               | Ernest Vajda och Clement Scott Gilbert Översättning Sten-Göran Camitz                           | Lisebergsteatern           |
| 1953 | Min fru går igen Blithe Spirit                                                                     | Noël Coward Översättning Gunilla Wettergren-Skawonius                                           | Lisebergsteatern           |
| 1953 | Don Juan i helvetet Man and Superman, akt I                                                        | George Bernard Shaw Översättning Gustaf Linden och Ebba Low                                     | Nya Teatern                |
| 1954 | Lärkan L'alouette                                                                                  | Jean Anouilh Översättning Lennart Lagerwall                                                     | Nya Teatern                |
| 1954 | Sköna Helenas privatliv Helene, ou La joie de vivre                                                | André Roussin och Madeleine Gray Översättning Eva Tisell och Per-Axel Branner                   | Nya Teatern                |
| 1954 | Litet bo                                                                                           | Herbert Grevenius                                                                               | Nya Teatern                |
| 1954 | Charleys tant Charley's Aunt                                                                       | Brandon Thomas                                                                                  | Folkan                     |
| 1955 | Vår lilla stad Our Town                                                                            | Thornton Wilder Översättning Anders Österling                                                   | Nya Teatern                |
| 1955 | Henrik IV Enrico IV                                                                                | Luigi Pirandello Översättning Karin de Laval och Rudolf Wendbladh, Bearbetning Per-Axel Branner | Nya Teatern                |
| 1955 | Simon och Laura Simon and Laura                                                                    | Alan Melville Översättning Eva Tisell                                                           | Lisebergsteatern           |
| 1955 | Älska mej, flicka Bus Stop                                                                         | William Inge                                                                                    | Alléteatern                |
| 1955 | Simon och Laura Simon and Laura                                                                    | Alan Melville Översättning Per-Axel Branner och Eva Tisell                                      | Nya Teatern                |
| 1956 | Bröllopskarusellen Sailors, Beware                                                                 | Philip King och Falkland Cary                                                                   | Folkan                     |
| 1956 | Ett dockhem                                                                                        | Henrik Ibsen                                                                                    | Riksteatern                |
| 1956 | Min fru på drift This Was a Man                                                                    | Noël Coward Översättning Rudolf Wendbladh och Per-Axel Branner                                  | Lisebergsteatern           |
| 1956 | Häxlek Bell, Book and Candle                                                                       | John Van Druten Översättning Birgitta Hammar                                                    | Lisebergsteatern           |
| 1956 | Alltsedan paradiset Ever Since Paradise                                                            | J.B. Priestley                                                                                  | Nya Teatern                |
| 1956 | Den skandalösa historien om Mr Kettle och Mrs Moon The Scandalous Affair of Mr Kettle and Mrs Moon | J.B. Priestley                                                                                  | Alléteatern                |
| 1957 | Ont blod The Bad Seed                                                                              | Maxwell Anderson                                                                                | Alléteatern                |
| 1957 | Luftombyte                                                                                         | W. Somerset Maugham Översättning Eva Tisell och Per-Axel Branner                                | Lisebergsteatern           |
| 1957 | Domaren                                                                                            | Vilhelm Moberg                                                                                  | Intiman                    |
| 1958 | Vid skilda bord Separate tables                                                                    | Terence Rattigan                                                                                | Riksteatern                |
| 1958 | Kärande i piffig hatt Plaintiff in a Pretty Hat                                                    | Hugh och Margaret Williams Översättning Eva Tisell                                              | Lisebergsteatern           |
| 1960 | Gisslan An Giall                                                                                   | Brendan Behan                                                                                   | Dramaten                   |
| 1963 | Änkeman Jarl                                                                                       | Vilhelm Moberg                                                                                  | Skansens friluftsteater    |
| 1963 | Tiggarens opera                                                                                    | John Gay                                                                                        | Dramaten                   |
| 1970 | Vi är alla lika Kvällssol, Shadow of the evening Pojke på delfin, Come to the garden, Maud         | Noël Coward Översättning Per-Axel Branner                                                       | Maximteatern               |

### Scenografi
| År   | Produktion                        | Upphovsmän                         | Regi             | Teater      |
| ---- | --------------------------------- | ---------------------------------- | ---------------- | ----------- |
| 1945 | Nattlig ankomst Ankunft bei Nacht | Hans Rothe Översättning Eva Tisell | Per-Axel Branner | Nya Teatern |

### Fotnoter
1. ↑  ”Per-Axel Branner”. Svensk Filmdatabas. http://sfi.se/sv/svensk-filmdatabas/Item/?type=PERSON&itemid=59284&iv=OVERVIEW. Läst 22 oktober 2012.
2. 1 2 3  Svensk uppslagsbok, andra upplagan 1947 Arkiverad 2 april 2015 hämtat från the Wayback Machine.
3. 1 2  ”Per-Axel Branner”. Libris.kb.se. http://libris.kb.se/hitlist?q=per-axel+branner&r=&f=simp&t=v&s=rc&g=&m=10. Läst 22 oktober 2012.
4. ↑  Linköping Domkyrkoförsamling. Födelse- och dopböcker C1:16 sid 177
5. ↑  Hitta graven
6. ↑  ”Teater och Musik”. Dagens Nyheter:  s. 7. 30 april 1925. http://arkivet.dn.se/tidning/1925-04-30/115/7. Läst 19 februari 2017.
7. ↑  ”Vasateatern skönare”. Dagens Nyheter:  s. 7. 1 september 1925. http://arkivet.dn.se/arkivet/tidning/1925-09-01/236/7. Läst 1 augusti 2015.
8. ↑  ”Morfars hus”. Musikverket. http://calmview.musikverk.se/CalmView/Record.aspx?src=CalmView.Performance&id=PERF14410&pos=321. Läst 11 juli 2015.
9. ↑  Bo Bergman (17 januari 1926). ”'Morfars hus' på Vasateatern”. Dagens Nyheter:  s. 18. http://arkivet.dn.se/arkivet/tidning/1926-01-17/15/18. Läst 6 januari 2016.
10. ↑  ”Livets gång”. Musikverket. http://calmview.musikverk.se/CalmView/Record.aspx?src=CalmView.Performance&id=PERF22186&pos=39. Läst 7 april 2016.
11. ↑  ”Fanatiker”. Musikverket. http://calmview.musikverk.se/CalmView/Record.aspx?src=CalmView.Performance&id=PERF22058&pos=41. Läst 7 april 2016.
12. ↑  ”Scen och Film: Blancheteatern kl. halv 4 i dag”. Dagens Nyheter:  s. 12. 14 april 1928. http://arkivet.dn.se/arkivet/tidning/1928-04-14/101/12. Läst 7 april 2016.
13. ↑  ”Hertiginnan av Elba”. Musikverket. http://calmview.musikverk.se/CalmView/Record.aspx?src=CalmView.Performance&id=PERF22188&pos=42. Läst 7 april 2016.
14. ↑  ”Mary Dugans process”. Musikverket. http://calmview.musikverk.se/CalmView/Record.aspx?src=CalmView.Performance&id=PERF22189&pos=43. Läst 7 april 2016.
15. ↑  Stig (21 januari 1929). ”Scen och Film: 'Påsk' på Blancheteatern”. Dagens Nyheter:  s. 9. http://arkivet.dn.se/arkivet/tidning/1929-01-21/20/9. Läst 7 april 2016.
16. ↑  ”Såna barn...”. Musikverket. http://calmview.musikverk.se/CalmView/Record.aspx?src=CalmView.Performance&id=PERF22190&pos=44. Läst 7 april 2016.
17. ↑  ”Scen och Film”. Dagens Nyheter:  s. 9. 19 mars 1929. http://arkivet.dn.se/arkivet/tidning/1929-03-19/77/9. Läst 7 april 2016.
18. ↑  ”Hotell Pompadour”. Musikverket. http://calmview.musikverk.se/CalmView/Record.aspx?src=CalmView.Performance&id=PERF22192&pos=46. Läst 7 april 2016.
19. 1 2  ”Så förtjusande människor”. Musikverket. http://calmview.musikverk.se/CalmView/Record.aspx?src=CalmView.Performance&id=PERF22106&pos=47. Läst 7 april 2016.
20. ↑  ”Skiljas”. Musikverket. http://calmview.musikverk.se/CalmView/Record.aspx?src=CalmView.Performance&id=PERF22107&pos=48. Läst 7 april 2016.
21. ↑  ”Scen och Film”. Dagens Nyheter:  s. 13. 29 november 1929. http://arkivet.dn.se/arkivet/tidning/1929-11-29/326/13. Läst 7 april 2016.
22. ↑  ”Den heliga lågan”. Musikverket. http://calmview.musikverk.se/CalmView/Record.aspx?src=CalmView.Performance&id=PERF22110&pos=51. Läst 8 april 2016.
23. ↑  ”Trångt om saligheten”. Musikverket. http://calmview.musikverk.se/CalmView/Record.aspx?src=CalmView.Performance&id=PERF22103&pos=57. Läst 8 april 2016.
24. ↑  ”Lidelser”. Musikverket. http://calmview.musikverk.se/CalmView/Record.aspx?src=CalmView.Performance&id=PERF22104&pos=58. Läst 8 april 2016.
25. ↑  Oscar Rydqvist (13 oktober 1940). ”'Jag älskar dig, markatta' på Nya Teatern”. Dagens Nyheter:  s. 13. https://arkivet.dn.se/tidning/1940-10-13/280/13. Läst 9 mars 2025.
26. 1 2  ”Natten till den 17 januari”. Musik- och Teaterbiblioteket. https://calmview.musikverk.se/CalmView/Record.aspx?src=CalmView.Performance&id=PERF13944&pos=953. Läst 13 mars 2025.
27. 1 2  ”'Natten till den 17 januari' på Nya Teatern”. Dagens Nyheter:  s. 11. 19 februari 1942. http://arkivet.dn.se/arkivet/tidning/1942-02-19/49/11. Läst 15 augusti 2015.
28. 1 2  ”Den lilla hyddan”. Musik- och Teaterbiblioteket. https://calmview.musikverk.se/CalmView/Record.aspx?src=CalmView.Performance&id=PERF14143&pos=991. Läst 20 april 2025.
29. ↑  ”Teaterannons”. Dagens Nyheter:  s. 26. 18 september 1949. https://arkivet.dn.se/tidning/1949-09-18/11161-252/26. Läst 20 april 2025.
30. ↑  ”Strutsens ägg”. Musik- och Teaterbiblioteket. https://calmview.musikverk.se/CalmView/Record.aspx?src=CalmView.Performance&id=PERF14175&pos=837. Läst 12 juli 2025.
31. ↑  Sven Barthel (29 april 1951). ”Allvarlig komedi på Nyan”. Dagens Nyheter:  s. 13. https://arkivet.dn.se/tidning/1951-04-29/11161-114/13. Läst 12 juli 2025.
32. ↑  ”Hennes man”. Musik- och Teaterbiblioteket. https://calmview.musikverk.se/CalmView/Record.aspx?src=CalmView.Performance&id=PERF14210&pos=1006. Läst 13 juli 2025.
33. ↑  Sven Barthel (30 september 1953). ”Géraldy på Nyan”. Dagens Nyheter:  s. 12. https://arkivet.dn.se/tidning/1953-09-30/11161-264/12. Läst 13 juli 2025.
34. ↑  Oscar Rydqvist (6 september 1940). ”'Grå gryning' på Nya Teatern”. Dagens Nyheter:  s. 30. https://arkivet.dn.se/tidning/1940-09-06/243/30. Läst 9 mars 2025.
35. ↑  Oscar Rydqvist (7 februari 1941). ”'Lek ej med kärleken' på Nya Teatern”. Dagens Nyheter:  s. 26. https://arkivet.dn.se/tidning/1941-02-07/36/26. Läst 9 mars 2025.
36. ↑  Oscar Rydqvist (7 mars 1941). ”'Kamraterna' på Nya Teatern”. Dagens Nyheter:  s. 26. https://arkivet.dn.se/tidning/1941-03-07/64/24. Läst 9 mars 2025.
37. ↑  Oscar Rydqvist (18 maj 1941). ”'Ung kärlek' på Nya Teatern”. Dagens Nyheter:  s. 26. https://arkivet.dn.se/tidning/1941-05-18/133/26. Läst 9 mars 2025.
38. ↑  Oscar Rydqvist (14 augusti 1941). ”'Revytidningen Taggen' på Nya Teatern”. Dagens Nyheter:  s. 9. https://arkivet.dn.se/tidning/1941-08-14/218/9. Läst 9 mars 2025.
39. ↑  ”Kristina”. Musik- och Teaterbiblioteket. https://calmview.musikverk.se/CalmView/Record.aspx?src=CalmView.Performance&id=PERF13906&pos=783. Läst 3 mars 2025.
40. ↑  ”Tran”. Musik- och Teaterbiblioteket. https://calmview.musikverk.se/CalmView/Record.aspx?src=CalmView.Performance&id=PERF13934&pos=784. Läst 9 mars 2025.
41. ↑  ”Stycken av ett mönster”. Musik- och Teaterbiblioteket. https://calmview.musikverk.se/CalmView/Record.aspx?src=CalmView.Performance&id=PERF13937&pos=785. Läst 9 mars 2025.
42. ↑  ”24 röda rosor”. Musik- och Teaterbiblioteket. https://calmview.musikverk.se/CalmView/Record.aspx?src=CalmView.Performance&id=PERF13946&pos=788. Läst 9 mars 2025.
43. ↑  ”Revytidningen Nya Taggen”. Musik- och Teaterbiblioteket. https://calmview.musikverk.se/CalmView/Record.aspx?src=CalmView.Performance&id=PERF13948&pos=789. Läst 9 mars 2025.
44. ↑  ”Fröken Julie”. Musik- och Teaterbiblioteket. https://calmview.musikverk.se/CalmView/Record.aspx?src=CalmView.Performance&id=PERF13949&pos=790. Läst 9 mars 2025.
45. ↑  ”Arabernas tält”. Musik- och Teaterbiblioteket. https://calmview.musikverk.se/CalmView/Record.aspx?src=CalmView.Performance&id=PERF13991&pos=958. Läst 12 mars 2025.
46. ↑  ”Jag har rätt att älska”. Musik- och Teaterbiblioteket. https://calmview.musikverk.se/CalmView/Record.aspx?src=CalmView.Performance&id=PERF13993&pos=959. Läst 12 mars 2025.
47. ↑  ”Tysk rapsodi på Nya Teatern”. Dagens Nyheter:  s. 32. 14 maj 1943. http://arkivet.dn.se/tidning/1943-05-14/129/32. Läst 15 mars 2017.
48. ↑  ”I evighet amen”. Musik- och Teaterbiblioteket. https://calmview.musikverk.se/CalmView/Record.aspx?src=CalmView.Performance&id=PERF13994&pos=960. Läst 12 mars 2025.
49. ↑  ”Om ett folk vill leva”. Musik- och Teaterbiblioteket. https://calmview.musikverk.se/CalmView/Record.aspx?src=CalmView.Performance&id=PERF13996&pos=962. Läst 12 mars 2025.
50. ↑  ”Salome”. Musik- och Teaterbiblioteket. https://calmview.musikverk.se/CalmView/Record.aspx?src=CalmView.Performance&id=PERF13997&pos=963. Läst 12 mars 2025.
51. ↑  Oscar Rydqvist (29 oktober 1943). ”'Raid i natt' på Nya Teatern”. Dagens Nyheter:  s. 11. http://arkivet.dn.se/arkivet/tidning/1943-10-29/294/11. Läst 25 augusti 2015.
52. ↑  ”Måsen”. Musik- och Teaterbiblioteket. https://calmview.musikverk.se/CalmView/Record.aspx?src=CalmView.Performance&id=PERF13999&pos=964. Läst 12 mars 2025.
53. ↑  ”Tredje Taggen”. Musik- och Teaterbiblioteket. https://calmview.musikverk.se/CalmView/Record.aspx?src=CalmView.Performance&id=PERF14000&pos=965. Läst 14 mars 2025.
54. ↑  ”Ja och nej”. Musik- och Teaterbiblioteket. https://calmview.musikverk.se/CalmView/Record.aspx?src=CalmView.Performance&id=PERF14001&pos=966. Läst 14 mars 2025.
55. ↑  ”Min fru går igen”. Musik- och Teaterbiblioteket. https://calmview.musikverk.se/CalmView/Record.aspx?src=CalmView.Performance&id=PERF14003&pos=968. Läst 14 mars 2025.
56. ↑  ”Angeläget ärende”. Musik- och Teaterbiblioteket. https://calmview.musikverk.se/CalmView/Record.aspx?src=CalmView.Performance&id=PERF14004&pos=969. Läst 15 mars 2025.
57. ↑  ”Kameliadamen”. Musik- och Teaterbiblioteket. https://calmview.musikverk.se/CalmView/Record.aspx?src=CalmView.Performance&id=PERF14005&pos=970. Läst 15 mars 2025.
58. ↑  ”Tobaksvägen”. Musik- och Teaterbiblioteket. https://calmview.musikverk.se/CalmView/Record.aspx?src=CalmView.Performance&id=PERF14006&pos=971. Läst 15 mars 2025.
59. ↑  ”Taggens varuhus”. Musik- och Teaterbiblioteket. https://calmview.musikverk.se/CalmView/Record.aspx?src=CalmView.Performance&id=PERF14113&pos=972. Läst 15 mars 2025.
60. 1 2  ”Nattlig ankomst”. Musik- och Teaterbiblioteket. https://calmview.musikverk.se/CalmView/Record.aspx?src=CalmView.Performance&id=PERF14114&pos=973. Läst 15 mars 2025.
61. ↑  ”Tre systrar”. Musik- och Teaterbiblioteket. https://calmview.musikverk.se/CalmView/Record.aspx?src=CalmView.Performance&id=PERF14123&pos=974. Läst 15 mars 2025.
62. ↑  ”Svart kamrat”. Musik- och Teaterbiblioteket. https://calmview.musikverk.se/CalmView/Record.aspx?src=CalmView.Performance&id=PERF14130&pos=978. Läst 16 mars 2025.
63. ↑  ”Jag vill kärleken”. Musik- och Teaterbiblioteket. https://calmview.musikverk.se/CalmView/Record.aspx?src=CalmView.Performance&id=PERF14131&pos=979. Läst 16 mars 2025.
64. ↑  ”Alltsedan paradiset”. Musik- och Teaterbiblioteket. https://calmview.musikverk.se/CalmView/Record.aspx?src=CalmView.Performance&id=PERF14132&pos=980. Läst 17 mars 2025.
65. ↑  ”Teater Musik Film: Nya Teatern: 'Född i går'”. Dagens Nyheter:  s. 11. 5 september 1947. http://arkivet.dn.se/arkivet/tidning/1947-09-05/239/11. Läst 19 januari 2016.
66. ↑  ”Yerma”. Musik- och Teaterbiblioteket. https://calmview.musikverk.se/CalmView/Record.aspx?src=CalmView.Performance&id=PERF14142&pos=990. Läst 20 april 2025.
67. ↑  ”Arvtagerskan”. Musik- och Teaterbiblioteket. https://calmview.musikverk.se/CalmView/Record.aspx?src=CalmView.Performance&id=PERF14144&pos=992. Läst 20 april 2025.
68. ↑  ”Brittsommar”. Musik- och Teaterbiblioteket. https://calmview.musikverk.se/CalmView/Record.aspx?src=CalmView.Performance&id=PERF14145&pos=993. Läst 20 april 2025.
69. ↑  ”Nina”. Musik- och Teaterbiblioteket. https://calmview.musikverk.se/CalmView/Record.aspx?src=CalmView.Performance&id=PERF14146&pos=994. Läst 31 maj 2025.
70. ↑  ”Nina”. Musik- och Teaterbiblioteket. https://calmview.musikverk.se/CalmView/Record.aspx?src=CalmView.Performance&id=PERF14147&pos=995. Läst 31 maj 2025.
71. ↑  ”Jagande efter vind”. Musik- och Teaterbiblioteket. https://calmview.musikverk.se/CalmView/Record.aspx?src=CalmView.Performance&id=PERF14171&pos=996. Läst 31 maj 2025.
72. ↑  N. Ö-n. (13 augusti 1950). ”Tennessee Williams på Nyan”. Dagens Nyheter:  s. 11. https://arkivet.dn.se/tidning/1950-08-13/11161-216/8. Läst 31 maj 2025.
73. ↑  ”Boboll”. Musik- och Teaterbiblioteket. https://calmview.musikverk.se/CalmView/Record.aspx?src=CalmView.Performance&id=PERF14172&pos=997. Läst 31 maj 2025.
74. ↑  Ebbe Linde (22 september 1950). ”Bobllande på Nyan”. Dagens Nyheter:  s. 13. https://arkivet.dn.se/tidning/1950-09-22/11161-256/13. Läst 31 maj 2025.
75. ↑  Age (30 maj 1951). ”Klart för turnéer”. Dagens Nyheter:  s. 32. https://arkivet.dn.se/tidning/1951-05-30/142/32. Läst 3 juni 2018.
76. ↑  ”Så tuktas kärleken”. Musik- och Teaterbiblioteket. https://calmview.musikverk.se/CalmView/Record.aspx?src=CalmView.Performance&id=PERF14179&pos=838. Läst 12 juli 2025.
77. ↑  Sven Barthel (22 september 1951). ”Anouilh-komedi på Nya teatern”. Dagens Nyheter:  s. 7. https://arkivet.dn.se/tidning/1951-09-22/11161-256/7. Läst 12 juli 2025.
78. ↑  ”Gigi”. Musik- och Teaterbiblioteket. https://calmview.musikverk.se/CalmView/Record.aspx?src=CalmView.Performance&id=PERF14184&pos=841. Läst 12 juli 2025.
79. ↑  Ebbe Linde (25 april 1952). ”'Gigi' på Nyan”. Dagens Nyheter:  s. 12. https://arkivet.dn.se/tidning/1952-04-25/11161-112/12. Läst 12 juli 2025.
80. ↑  ”Familjens vita får”. Musik- och Teaterbiblioteket. https://calmview.musikverk.se/CalmView/Record.aspx?src=CalmView.Performance&id=P12080&pos=839. Läst 12 juli 2025.
81. ↑  Ebbe Linde (29 juni 1952). ”Skrap i parkerna”. Dagens Nyheter:  s. 4. https://arkivet.dn.se/tidning/1952-06-29/11161-173/4. Läst 12 juli 2025.
82. ↑  ”Man till salu”. Musik- och Teaterbiblioteket. https://calmview.musikverk.se/CalmView/Record.aspx?src=CalmView.Performance&id=PERF14205&pos=842. Läst 12 juli 2025.
83. ↑  Ebbe Linde (7 september 1952). ”Lätt komedi på Nyan”. Dagens Nyheter:  s. 5. https://arkivet.dn.se/tidning/1952-09-07/11161-243/5. Läst 12 juli 2025.
84. ↑  ”Flodlinjen”. Musik- och Teaterbiblioteket. https://calmview.musikverk.se/CalmView/Record.aspx?src=CalmView.Performance&id=PERF14206&pos=1004. Läst 13 juli 2025.
85. ↑  Sven Barthel (4 januari 1953). ”'Flodlinjen' på Nyan”. Dagens Nyheter:  s. 9. https://arkivet.dn.se/tidning/1953-01-04/11161-3/9. Läst 13 juli 2025.
86. ↑  ”Kungliga sviten”. Musik- och Teaterbiblioteket. https://calmview.musikverk.se/CalmView/Record.aspx?src=CalmView.Performance&id=PERF14207&pos=1005. Läst 13 juli 2025.
87. ↑  Ebbe Linde (19 april 1953). ”'Kungliga sviten' på Nyan”. Dagens Nyheter:  s. 5. https://arkivet.dn.se/tidning/1953-04-19/11161-105/5. Läst 13 juli 2025.
88. ↑  ”Mannen och hans överman”. Musik- och Teaterbiblioteket. https://calmview.musikverk.se/CalmView/Record.aspx?src=CalmView.Performance&id=PERF14212&pos=1008. Läst 13 juli 2025.
89. ↑  Sven Barthel (10 december 1953). ”Puritanen i helvetet”. Dagens Nyheter:  s. 12. https://arkivet.dn.se/tidning/1953-12-10/11161-335/16. Läst 13 juli 2025.
90. ↑  ”Lärkan”. Musik- och Teaterbiblioteket. https://calmview.musikverk.se/CalmView/Record.aspx?src=CalmView.Performance&id=PERF14215&pos=1009. Läst 14 juli 2025.
91. ↑  ”Sköna Helenas privatliv”. Musik- och Teaterbiblioteket. https://calmview.musikverk.se/CalmView/Record.aspx?src=CalmView.Performance&id=PERF14218&pos=1010. Läst 14 juli 2025.
92. ↑  ”Litet bo”. Musik- och Teaterbiblioteket. https://calmview.musikverk.se/CalmView/Record.aspx?src=CalmView.Performance&id=PERF14220&pos=1012. Läst 14 juli 2025.
93. ↑  ”Vår lilla stad”. Musik- och Teaterbiblioteket. https://calmview.musikverk.se/CalmView/Record.aspx?src=CalmView.Performance&id=PERF14221&pos=1013. Läst 15 juli 2025.
94. ↑  Sven Barthel (28 januari 1955). ”'Vår lilla stad' på Nyan”. Dagens Nyheter:  s. 14. https://arkivet.dn.se/tidning/1955-01-28/11161-26/14. Läst 15 juli 2025.
95. ↑  ”Henrik IV”. Musik- och Teaterbiblioteket. https://calmview.musikverk.se/CalmView/Record.aspx?src=CalmView.Performance&id=PERF14222&pos=1014. Läst 15 juli 2025.
96. ↑  Ebbe Linde (5 mars 1955). ”Pirandellos 'Henrik IV'”. Dagens Nyheter:  s. 10. https://arkivet.dn.se/tidning/1955-03-05/11161-62/10. Läst 15 juli 2025.
97. ↑  ”Cowboykärlek på Allé”. Dagens Nyheter:  s. 12. 26 augusti 1955. http://arkivet.dn.se/arkivet/tidning/1955-08-26/230/12. Läst 20 januari 2016.
98. ↑  ”Simon och Laura”. Musik- och Teaterbiblioteket. https://calmview.musikverk.se/CalmView/Record.aspx?src=CalmView.Performance&id=PERF14247&pos=1021. Läst 15 juli 2025.
99. ↑  Sven Barthel (30 december 1955). ”Televisionsskoj på Nyan”. Dagens Nyheter:  s. 10. http://arkivet.dn.se/arkivet/tidning/1955-12-30/353/10. Läst 22 augusti 2015.
100. ↑  ”Riksteatern repeterar”. Dagens Nyheter:  s. 10. 5 januari 1956. http://arkivet.dn.se/arkivet/tidning/1956-01-05/4/10. Läst 22 augusti 2015.
101. ↑  G. S-m (7 juli 1956). ”'Häxlek' på Lisebergsteatern”. Dagens Nyheter:  s. 5. https://arkivet.dn.se/tidning/1956-07-07/181/5. Läst 19 juli 2019.
102. ↑  ”Alltsedan paradiset”. Musik- och Teaterbiblioteket. https://calmview.musikverk.se/CalmView/Record.aspx?src=CalmView.Performance&id=PERF14248&pos=1022. Läst 16 juli 2025.
103. ↑  ”Den skandalösa historien om Mr Kettle och Mrs Moon”. Dagens Nyheter:  s. 14. 17 november 1956. http://arkivet.dn.se/arkivet/tidning/1956-11-17/313/14. Läst 18 januari 2016.
104. ↑  Ebbe Linde (6 april 1957). ”'Ont blod' på  Alléteatern”. Dagens Nyheter:  s. 14. https://arkivet.dn.se/tidning/1957-04-06/95/14. Läst 27 december 2021.
105. ↑  ”Lope de Vega, Ibsen och  Rattigan spelas under Riksteaterns vårsäsong”. Dagens Nyheter:  s. 12. 4 januari 1958. https://arkivet.dn.se/tidning/1958-01-04/3/12. Läst 26 maj 2018.
106. ↑  Ebbe Linde (20 juni 1963). ”Buskteater på ont och gott”. Dagens Nyheter:  s. 20. http://arkivet.dn.se/arkivet/tidning/1963-06-20/165/20. Läst 20 mars 2016.
107. ↑  Bengt Jahnsson (23 oktober 1970). ”Trion på Maxim är skicklig men Coward var bättre förr”. Dagens Nyheter:  s. 21. http://arkivet.dn.se/tidning/1970-10-23/288/21. Läst 30 oktober 2016.